# Микулинская башня
Микулинская башня (Никольская, Никулинская) — одна из несохранившихся до наших дней башен Смоленской крепостной стены.

## Местонахождение и внешний вид
Микулинская башня находилась севернее нынешней улицы Бакунина, в районе дома № 2, примерно напротив дома № 5 по улице Большая Краснофлотская, который расположен ниже, в овраге, между Богословской и Пятницкой башнями. Представляла собой круглую глухую башню. При её постройке под ней была сооружена подземная галерея.

## История
Своё название башня получила от находившегося на пересечении нынешних улиц Студенческой и Воровского храма Николы Летелого.
Получила повреждения и частично была разрушена во время осады Смоленска польскими войсками в 1609—1611 годах. В 1611 году поляки восстановили башню.
В ночь с 4 на 5 ноября (по новому стилю — 17 ноября) 1812 года оставляющие Смоленск войска императора Наполеона I взорвали Микулинскую башню. В 1820-е годы часть прясел башни была разобрана, в результате чего на месте Микулинской, Богословской и безымянной четырёхугольной башен образовался так называемый Казанский пролом (по названию улицы Казанская гора, нынешней улицы Бакунина). Окончательно стена, примыкавшая к пролому, была разобрана в XX веке.